# Paddy Mulligan
Pour les articles homonymes, voir Mulligan.
Paddy Mulligan, né le 17 mars 1945 à  Dublin en Irlande, est un ancien joueur et entraîneur de football qui a été actif dans les années 1960 et 1970. Il a joué en Irlande, principalement aux Shamrock Rovers et en Angleterre dans les clubs de Chelsea, Crystal Palace FC et West Bromwich Albion. Il a été international irlandais à cinquante reprises. Paddy Mulligan était défenseur et jouait au poste d'arrière droit.

## Sa carrière
Paddy Mulligan a commencé sa carrière de footballeur dans le club de Bohemian FC en 1963. Toutefois après seulement deux matchs il signe pour les Shamrock Rovers en décembre 1963. Peu de temps après il fait ses débuts parmi les Hoops contre son ancien club le 26 janvier 1964 et remporte le match 7-1. Il marque son premier but le 23 août 1964 lors d’une victoire 4-0 contre Bohemian encore en League of Ireland Shield.
Mulligan gagne ensuite les Coupes d'Irlande 1965, 1966, 1967 et  1969. Pendant la saison 1963-1964, il fait partie de l’équipe qui remporte tous les trophées mis en jeu en Irlande. Mulligan a joué dix fois en Coupe d’Europe.
Pendant l’été 1967, il part avec son équipe jouer sous les couleurs des Boston Rovers pour le lancement du championnat américain. Il est le seul joueur à être recruté par l’équipe de Boston renommée Boston Beacons. Il est alors prêté par les Shamrock Rovers.
Le 22 octobre 1969, Paddy Mulligan signe pour le club londonien de Chelsea FC pour une somme de 17 500 £. Il est membre de l’équipe qui remporte la Coupe d'Europe des vainqueurs de coupe de football 1970-1971. Il est remplaçant mais entre en cours de match lors de la finale contre le Real Madrid à Athènes.
Paddy Mulligan quitte Chelsea en 1972 pour Crystal Palace FC. Il reste dans le club du sud de Londres pendant trois saisons après quoi il est transféré à West Bromwich Albion. Il retourne enfin aux Shamrock Rovers en 1979. Il joue son dernier match professionnel un an plus tard, le 24 février 1980. Il devient ensuite entraineur adjoint au Panathinaikos pendant une courte période. De retour en Irlande il entraine Galway United puis Shelbourne FC. Il postule pour être sélectionneur de l’équipe d’Irlande mais Eoin Hand est choisi à sa place.
Pendant toutes ses années en club, Paddy Mulligan a été sélectionné 50 fois en équipe de la république d'Irlande de football. Il en a été trois fois le capitaine.

## Palmarès
- Coupe d'Europe des vainqueurs de coupe de football: 1
  - Chelsea FC :  1970-71
- Coupe d'irlande de football: 4
  - Shamrock Rovers : 1965, 1966, 1967, 1969
- Top Four Cup
  - Shamrock Rovers : 1966
- Dublin City Cup
  - Shamrock Rovers : 1966/67

- Leinster Senior Cup
  - Shamrock Rovers :  1968/69

## Sources
- The Hoops par Paul Doolan and Robert Goggins  (ISBN 0-7171-2121-6)
- (en) Stephen McGarrigle, The Complete who's who of Irish international football : 1945-1996, Edimbourg, Mainstream Publishing, octobre 1996, 237 p. (ISBN 1-85158-894-9), p. 142-143